# Šléglov
Šléglov (do 31. prosince 1991 Šleglov, německy Schlögelsdorf) je obec v okrese Šumperk v Olomouckém kraji. Žije zde 38 obyvatel.

## Název
České Šléglov (doložené od 15. století) je úprava německého Schlegelsdorf (od 19. století Schlögelsdorf), v jehož první části je obsaženo Schlegel - "buchar, kladivo". Jméno bylo odvozeno od toho, že ve vesnici žili lidé roztloukající vytěženou rudu.

## Historie
První písemná zmínka o obci pochází z roku 1325 (Slegesdorph), kdy pán Kolštejna vesnici daroval cisterciáckému klášteru v Kamenci. V 15. století vesnice zpustla a obnovena byla kolštejnskou vrchností v 16. století. V kraji se dolovaly drahé kovy, a nejinak tomu bylo i zde. Měla se zde roztloukat ruda a těžit zlato. Potvrzením zaměstnání zdejších obyvatel má být i jak německý název Šléglova – Schlögelsdrof, tak také na severu se zvedající Kutný vrch (798 metrů).
V roce 1564 je ve Šléglově změněna robota za peněžní odvody. V roce 1650, kdy byli na Moravě Švédi a kdy byli i v Šumperku, jich bylo údajně několik pohřbeno také ve Šléglově, za čp. 15. Roku 1710 byly císařským patentem pro Šléglov stanoveny robotní povinnosti – peníze, půl týdne těžké práce navíc a ustaveny byly také tělesné tresty za různé prohřešky. V roce 1749 žilo ve Šléglově šestnáct sedláků – dvanáct celých a čtyři poloviční, šest domkařů a tři na vrchnostenské půdě a šest bez přístřeší. V roce 1791 bylo ve Šléglově 33 domů a 204 obyvatel.
Nový rozkvět těžby v lokalitě nastal s těžbou grafitových slojí kolem roku 1800. Ložiska grafitu se rozprostírala i mezi Šléglovem a nedalekými obcemi Staré Město a Branná. U obce Branná se grafit těžil na ložisku Badenberg – ve Šléglovské kře, od roku 1869. Ještě na přelomu 19. a 20. století byla šachta na dolování grafitu také mezi Šléglovem a Kronfelzovem. Část obyvatel obce Šléglov tak našlo obživu i při těžbě zdejšího grafitu, a to až do 70. let 20. století.
Škola byla v obci zřízena roku 1820. A po roce 1848 byl Šléglov připojen ke staroměstskému soudnímu okresu v šumperském hejtmanství. Obživu obyvatelům zajišťovala také, na úrodu chudá, horská pole. V roce 1836 měl Šléglov 36 domů a 250 obyvatel a Kronfelsov 10 čísel a 40 obyvatel. Roku 1850 má Šléglov první vlastní zastupitelstvo a předsedou se stal Kunz Franz.
Po roce 1850 se součástí Šléglova stala nedaleká osada Kronfelzov. Jediná sjízdná přístupová cesta mezi oběma vesnicemi vede přes obec Branná. Lesní cesty vedou přes Kutný vrch a podél Řeznické kaple.
K Řeznické kapli nad Šléglovem, se pojí legenda o dvou řeznických tovaryších. Měli se zamilovat do stejné dívky, na místě dnešní kaple se v hádce poprat a smrtelně zranit. Podle legendy zde měla být vystavěna k uctění jejich památky. Šléglovská kronika uvádí, že na jejím místě měly stávat kdysi kaple tři a poskytovat poutníkům, zejména v zimě, útočiště před nepřízní počasí. Kronika dokládá mnoho zachráněných životů. I proto se v roce 1886 mělo podařit dojednat, že bude v Kronfelzově zřízena pobočka šléglovské školy. A ušetřena tak dětem, jejich životy mnohdy ohrožující, cesta z Kronfelzova, odkud děti do Šléglova docházely od zřízení školy v roce 1820.
V roce 1901 započala sbírka na šléglovský kostel, byli najati sběrači a přispěli i místní sedláci – F. Kunz tisíc zlatých a Lichtenstein 1 300 zlatých. Lichtenštejnové byli někdejšími majiteli kolštejnského panství. Kostel byl vysvěcen byl 30. června 1905 a zasvěcen Božskému Srdci Páně. Roku 1925 bylo rozhodnuto, že obec zřídí vlastní hřbitov a 11. května byl položen základní kámen. Hřbitov měl 300 míst a stál tehdy 15 000 korun. Vysvětil jej děkan Franz Breuer z Branné, který se později stal čestným občanem Šléglova. Na politický život zemědělské obce Šléglov měli rozhodující vliv němečtí agrárníci, a to již před rokem 1938.
Na svazích Kutného vrchu se ve třicátých let 20. století plánovala výstavba dělostřelecké tvrze Kronfelzov, bylo to v rámci linie pohraničního opevnění. Z plánů většího rozsahu nakonec sešlo a pozůstatky nakonec vystavěného opevnění jsou zde dochované dodnes.
Téměř veškeré původní obyvatelstvo zdejšího kraje bylo po roce 1945 odsunuto. Dnes je ve východní části Šléglova vybudován malý rybník a u Řeznické kaple rostou dvě památné lípy. Severovýchodně je pak také sjezdová trať s lyžařským vlekem. Severním okrajem obce prochází modrá turistická značka a přímo Šléglovem pak vede značená cyklostezka.

## Obyvatelstvo
| Rok            | 1869 | 1880 | 1890 | 1900 | 1910 | 1921 | 1930 | 1950 | 1961 | 1970 | 1980 | 1991 | 2001 | 2011 | 2021 |
| -------------- | ---- | ---- | ---- | ---- | ---- | ---- | ---- | ---- | ---- | ---- | ---- | ---- | ---- | ---- | ---- |
| Počet obyvatel | 293  | 295  | 312  | 296  | 304  | 312  | 331  | 81   | 98   | 60   | 35   | 26   | 27   | 29   | 26   |
| Počet domů     | 50   | 53   | 53   | 58   | 52   | 53   | 59   | 41   | 19   | 14   | 12   | 11   | 15   | 17   | 15   |

## Obecní správa
Mezi lety 1869–1930 Šléglov byl obcí v okrese Šumperk. V letech 1950–1975 patřil jako část obce k Vikanticím. Od 1. července 1975 do 23. listopadu 1990 patřil jako část obce k Branné. Od 24. listopadu 1990 do 31. prosince 1991 patřil znovu jako část obce k Vikanticím a od 1. ledna 1992 je opět samostatnou obcí.

## Pamětihodnosti
- Tzv. Řeznická kaple na cestě z Branné do Starého Města[17][18]
- Sousoší Kalvárie[19]

## Osobnosti
- Marie Zachovalová (1981–2008), fotografka

## Galerie

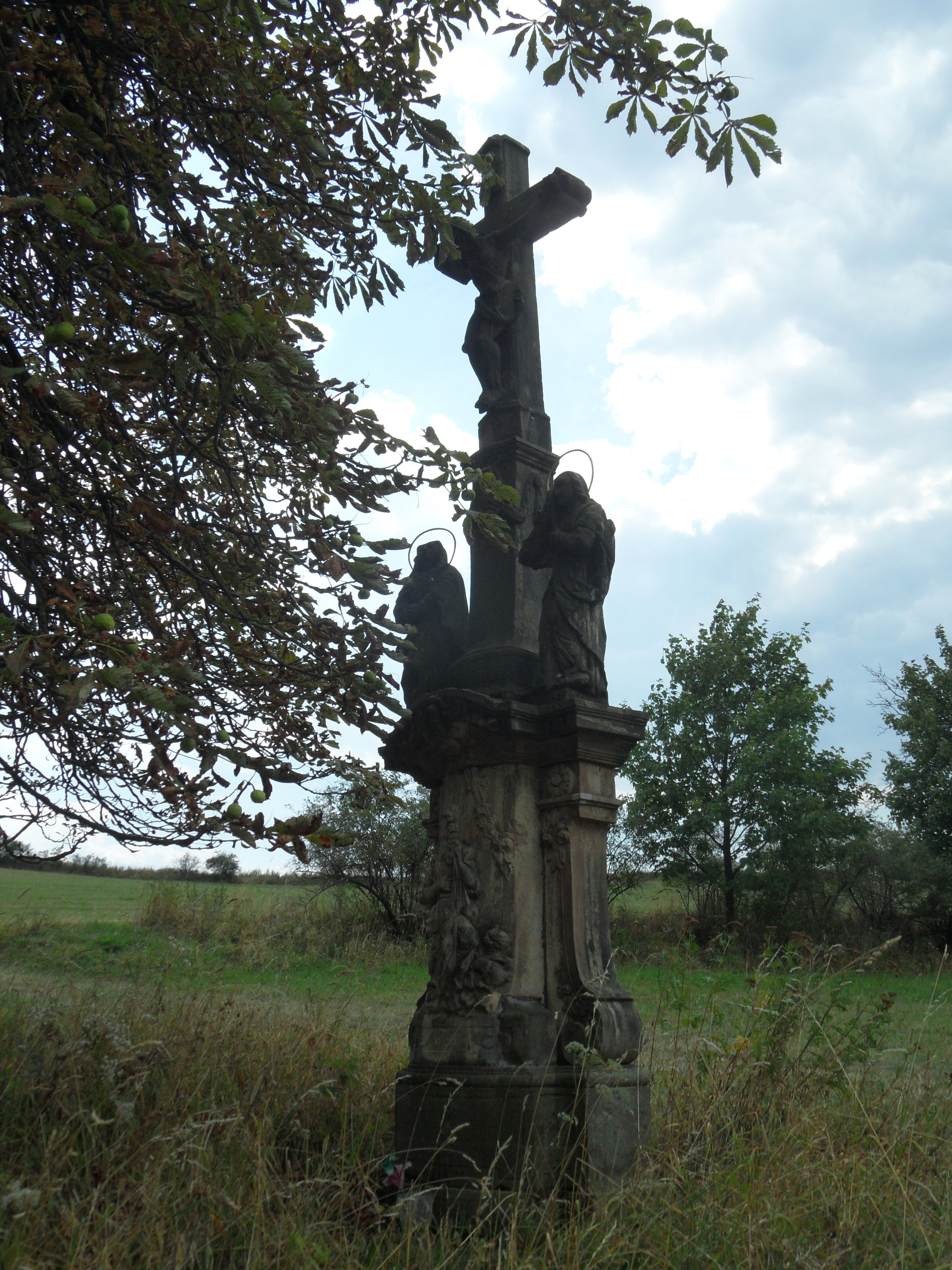
Sousoší Kalvárie
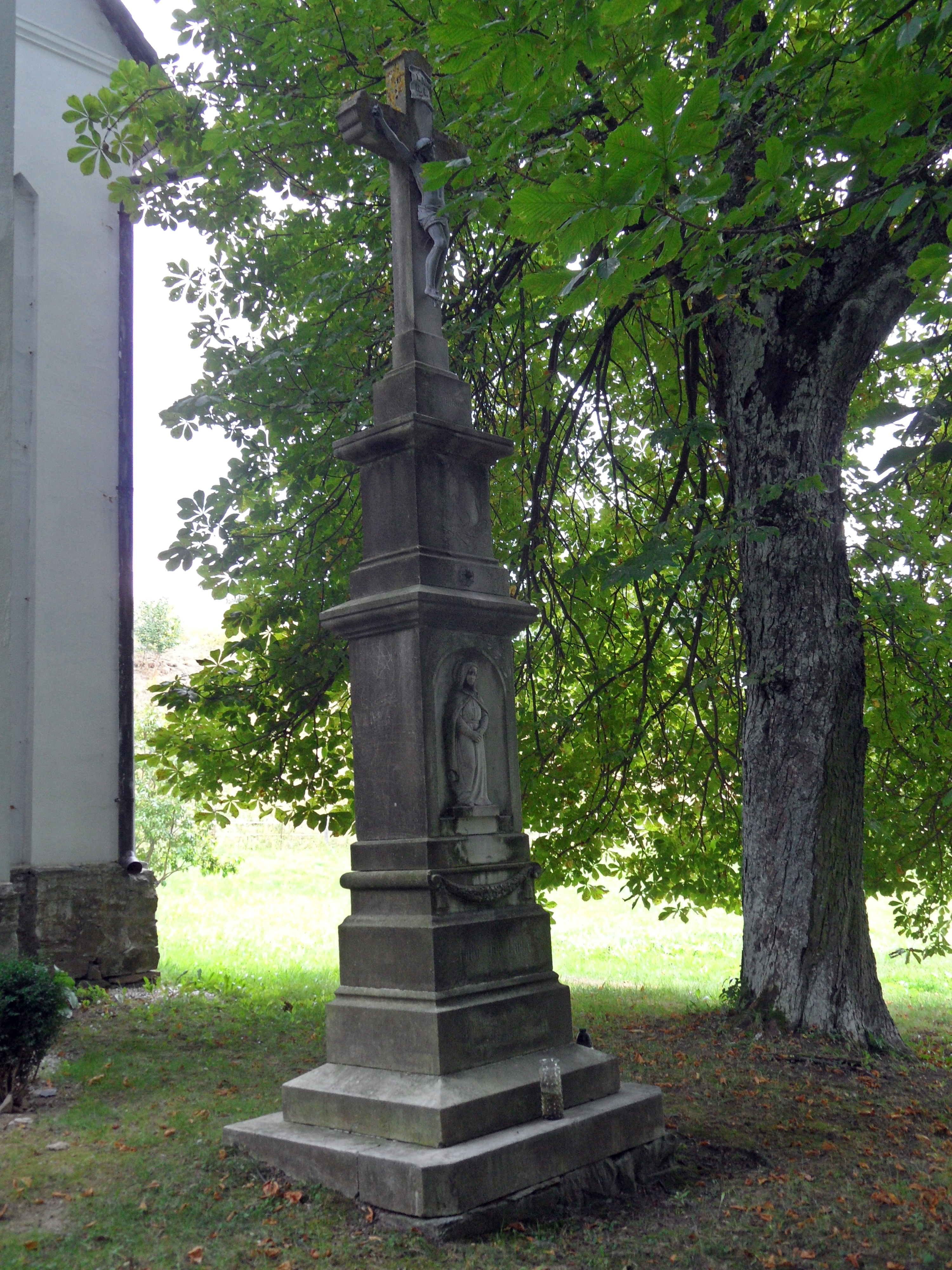
Křížek u kaple
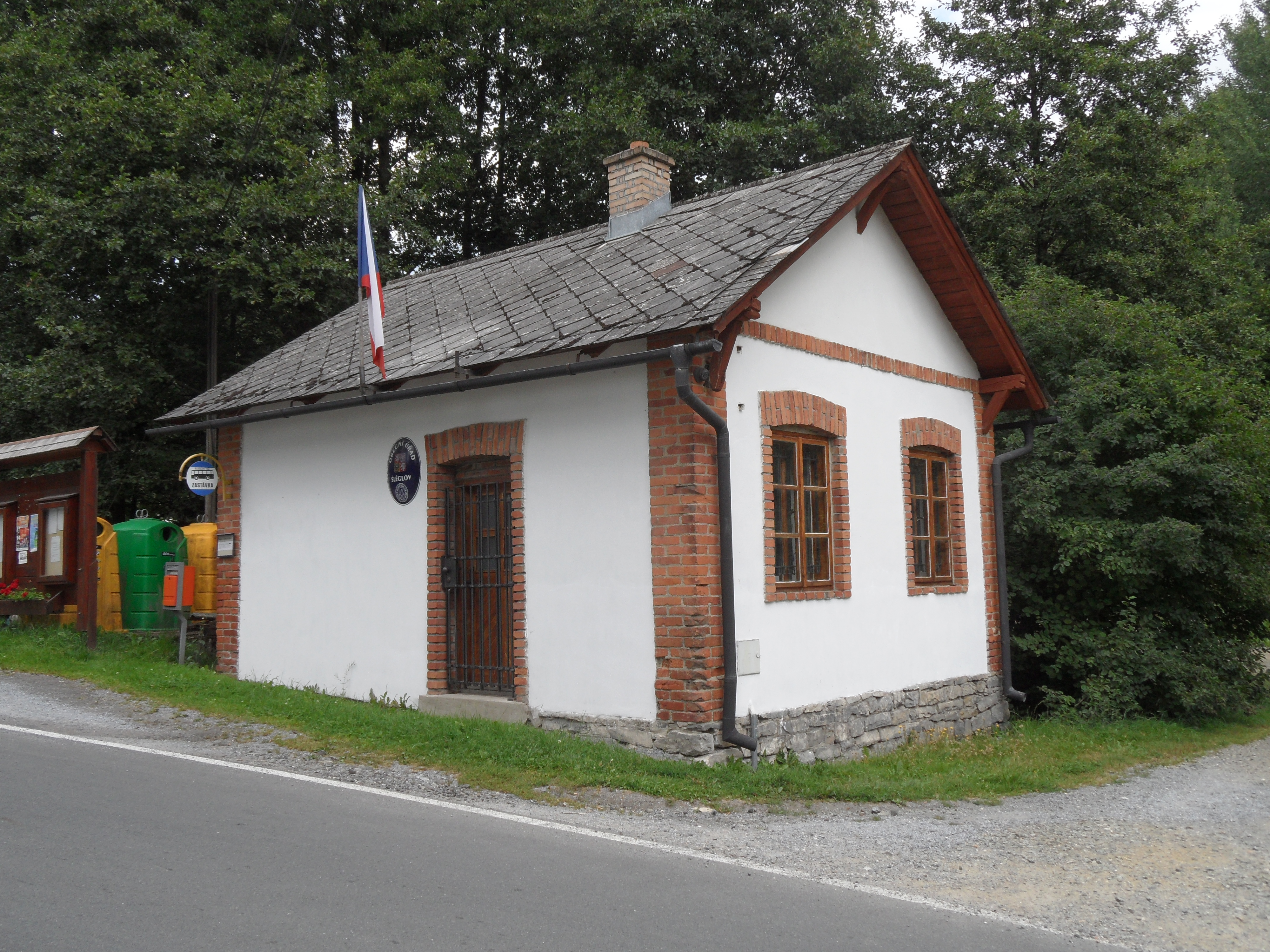
Obecní úřad
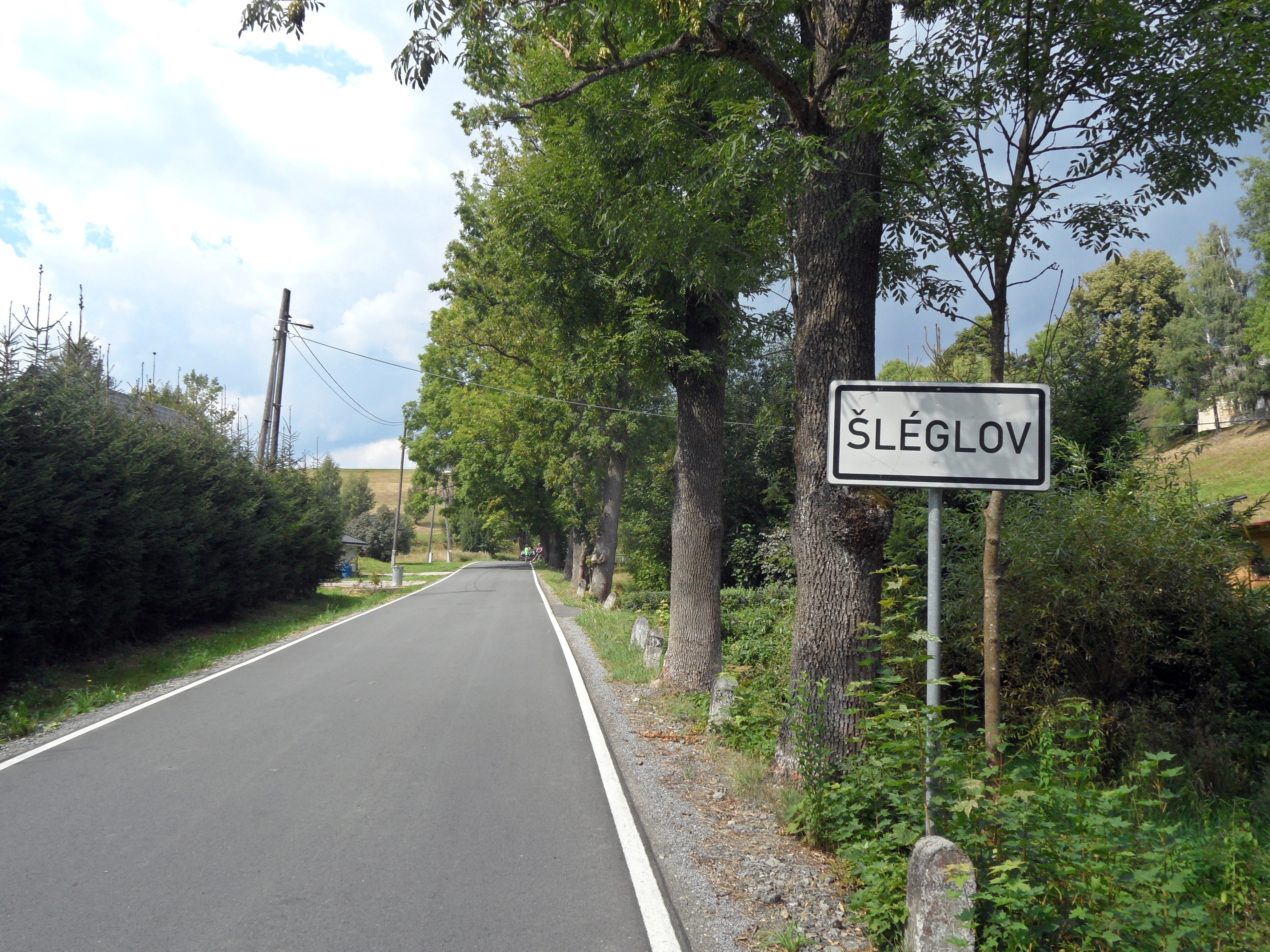
Vjezd do vesnice